# Jacques Desmarets
Jacques Desmarets, né à Soissons en 1655 et mort le 25 novembre 1725 à Paris, est un prélat français du XVIIe siècle et du XVIIIe siècle qui fut évêque de Riez puis archevêque d'Auch. 

## Famille
Jacques est fils de Jean Desmarets, intendant des finances de Soissons et de Marie  Colbert, sœur de Jean-Baptiste Colbert. Il est également le frère de Nicolas, contrôleur général des finances, et de  Vincent-François, évêque de Saint-Malo.

## Biographie
Jacques Desmarets est successivement chanoine de Paris, docteur de Sorbonne, abbé commendataire de l'abbaye Notre-Dame du Landais dans le diocèse de Bourges en 1677, conseiller d'État et Agent général du clergé de France de 1680 à 1685. À la fin de son mandat, il est désigné comme  évêque de Riez le 15 août 1685, confirmé le 7 décembre 1693 et consacré le 21 janvier 1694 par son cousin Jacques-Nicolas Colbert, l'archevêque de Rouen. Il est nommé archevêque d'Auch le 21 aout 1713 et résigne son siège de Riez le 20 septembre 1714. Confirmé le 26 février 1714 il ne prend possession que le 14 mars 1715. Sans attendre cette investiture officielle et contrairement à son frère Vincent-François, il fait partie des 40 évêques de France qui acceptent lors de l'Assemblée générale du clergé convoquée par Louis XIV le 16 octobre 1713,  la bulle Unigenitus fulminée le 8 septembre 1713 par le pape Clément XI qui condamnait le jansénisme. Considéré comme charitable et « orthodoxe », par opposition à son frère, il meurt à Paris le 25 novembre 1725 en assistant à l'Assemblée générale du clergé de France